# Giovanni Zecchi
Giovanni Zecchi (Bologna, 1533 – Roma, 2 dicembre 1601) è stato un medico italiano.

## Biografia
Compiuti gli studi medici nella città natale, nel 1560 fu nominato professore di medicina all'università. Su invito del cardinale Alessandro Damasceni Peretti si stabilì a Roma dove ottenne cattedra alla Sapienza, ma nel 1566 tornò a Bologna dove assunse nuovamente l'insegnamento. Nel 1583 fu richiamato a Roma, dove fu nominato archiatra pontificio e protomedico; nel 1590 divenne medico del conclave e poi di papa Clemente VIII. 

## Opere
- De puerorum tuenda valetudine (Wittenberg 1613);
- Consultationes medicinales in quibus universa praxis medica exacte pertractatur (Roma 1599-1601).